# Melito di Napoli
Melito di Napoli es un municipio italiano localizado en la ciudad metropolitana de Nápoles, región de Campania. Se ubica 9 km al norte de Nápoles. Cuenta con 37.641 habitantes en 3,81 km².
Melito di Napoli limita con las siguientes comunas: Casandrino, Giugliano de Campania, Mugnano di Napoli, Nápoles y Sant'Antimo. 

## Demografía
| Gráfica de evolución demográfica de Melito di Napoli entre 1861 y 2011 |
|                                                                        |
| Fuente ISTAT - elaboración gráfica de Wikipedia                        |